# Ecomed-Storck
Die ecomed-Storck GmbH (Eigenschreibweise) ist ein Fachverlag mit Sitz in Landsberg am Lech und einem weiteren Standort in Hamburg. Er entstand 2014 durch eine Ausgliederung der Marken „Ecomed Sicherheit“, „Ecomed Medizin“ und „Storck Verlag Hamburg“ aus der Verlagsgruppe Hüthig Jehle Rehm GmbH und gehört zur Mediengruppe Süddeutscher Verlag.

## Marken
Die Ecomed-Stork GmbH vertreibt Produkte unter verschiedenen Marken:

### Ecomed Sicherheit
„ecomed SICHERHEIT“ (gegründet 1979 als „ecomed verlagsgesellschaft mbH“) gibt Fachinformationen in Form von Büchern, Loseblattwerken, Software, Online-Produkten, Datenbanken, Schulungsunterlagen und Wandtafeln heraus.
Schwerpunkte des Verlagsprogramms mit rund 500 lieferbaren Titeln (Stand 2/2015) sind die Themenfelder Arbeitsmedizin, Arbeitssicherheit, Brandschutz, Feuerwehr, Gefahrguttransport, Gefahrstoffe, Ladungssicherung sowie Betrieblicher Umweltschutz. ecomed SICHERHEIT ist einer der führenden deutschen Anbieter von Gefahrgut-Informationen und Initiator von Tagungen wie die „Münchener Gefahrstoff-Tage“ und die „Münchener Gefahrgut-Tage“, die vom Süddeutschen Verlag ausgerichtet werden. Der Verlag ist Mitglied im Verband für Sicherheit, Gesundheit und Umweltschutz bei der Arbeit (VDSI).

### Ecomed Medizin
„ecomed MEDIZIN“ gibt Fachinformationen hauptsächlich in den Themenfeldern Arbeits-, Sozial- und Umweltmedizin (ASU), Anästhesie, Bildgebende Diagnostik, Chirurgie, Notfall- und Intensivmedizin, Onkologie, Schmerztherapie  sowie der Abrechnung medizinischer Leistungen heraus. Auch die wissenschaftlichen Zeitschriften Umweltmedizin Hygiene Arbeitsmedizin (bis 2012 Umweltmedizin in Forschung und Praxis) und „Suchtmedizin in Forschung und Praxis“ gehören zum Portfolio. Die bekanntesten Werke sind „Was gibt es Neues in der Chirurgie?“ in Zusammenarbeit mit der Deutschen Gesellschaft für Chirurgie (DGCH) und dem Berufsverband der Deutschen Chirurgen (BDC), „Das rote Buch“, „Handbuch Arbeitsmedizin“ und die Jahresbände der Deutschen Gesellschaft für Arbeitsmedizin und Umweltmedizin (DGAUM).

### Storck Verlag Hamburg
Der „Storck Verlag Hamburg“ (gegründet 1956) wurde 2008 von der Verlagsgruppe Hüthig Jehle Rehm übernommen und gibt Fachinformationen hauptsächlich für Industrie, Handel, Schifffahrt und Transportgewerbe sowie Rettungsdienste und Feuerwehren in Form von Büchern und elektronischen Medien heraus. Zum Portfolio gehören auch die Fachzeitschriften „gefährliche ladung“ und „der gefahrgutbeauftragte“. Seit 1991 verleiht er jährlich den „Deutschen Gefahrgut-Preis“ an eine natürliche Person, die auf dem Gebiet des Gefahrgutrechts, der Gefahrgutbeförderung, Umschlags, Umgangs und/oder Umschließung gefährlicher Güter Außergewöhnliches geleistet und dabei gleichzeitig einen nennenswerten Beitrag zur Sicherheit der Beförderung gefährlicher Güter erbracht hat. Der Storck Verlag Hamburg veranstaltet außerdem Symposien wie die Int. Gefahrgut-Tage Hamburg, Tagungen zu den Themen „Infektiöse Materialien“ und „Gefahrgutverpackungen“ in Kooperation mit der Bundesanstalt für Materialforschung und -prüfung (BAM) sowie Fortbildungen zur Gefahrgutklasse 6.2 und den US-amerikanischen Gefahrgutvorschriften (49CFR).